# Coppa Italia Lega Pro 2010-2011
La Coppa Italia Lega Pro 2010-2011 è stata una competizione di calcio in Italia ad eliminazione diretta a cui hanno partecipato tutte le squadre aventi preso parte alla Lega Pro Prima Divisione 2010-2011 e Lega Pro Seconda Divisione 2010-2011. Ha avuto inizio il 15 agosto 2010 ed è terminata il 27 aprile 2011 con la vittoria della Juve Stabia.

## La formula
Vengono ammesse alla competizione le 85 squadre che risultano regolarmente iscritte ai campionati di Lega Pro Prima Divisione 2010-2011 e Lega Pro Seconda Divisione 2010-2011.
La competizione si divide in varie fasi:
- Fase eliminatoria a gironi: vi partecipano le 58 squadre di Prima Divisione e Seconda Divisione che non hanno preso parte al primo turno della Coppa Italia maggiore. Le squadre sono suddivise in 11 gironi di cinque squadre e 1 girone di tre squadre. Si giocano partite di sola andata, ogni squadra effettuerà due gare interne e due gare esterne. Il girone a tre squadre effettuerà tre giornate con gare di sola andata, ogni squadra effettuerà una gara interna e una gara esterna. Sono ammesse alla Fase Finale le società classificate al 1º posto per ogni girone (12 società) più 9 società meglio classificate al 2º posto nei gironi a cinque squadre.
- Fase ad eliminazione diretta:
  - Primo turno: le 21 squadre qualificate e le 27 provenienti dalla Coppa Italia maggiore si affrontano in una gara di sola andata, le 24 vincitrici si qualificano al turno successivo.
  - Secondo turno: le 24 squadre qualificate si affrontano in una gara di sola andata, le 12 vincitrici si qualificano al turno successivo.
  - Terzo turno: le 12 squadre sono divise in 4 gironi da 3 squadre ciascuno, con partite di sola andata; le prime di ogni girone si qualificano alle semifinali.
- Semifinali e Finale: si giocano ad eliminazione diretta, con partite di andata e ritorno.

## La fase eliminatoria a gironi

### Girone A
| Squadra         | P.ti | G | V | N | P | GF | GS | DR |
| --------------- | ---- | - | - | - | - | -- | -- | -- |
| 1. Pro Vercelli | 7    | 4 | 2 | 1 | 1 | 6  | 4  | +2 |
| 2. Pavia        | 5    | 4 | 1 | 2 | 1 | 4  | 4  | 0  |
| 3. Casale       | 5    | 4 | 1 | 2 | 1 | 2  | 2  | 0  |
| 4. Valenzana    | 5    | 4 | 1 | 2 | 1 | 2  | 3  | -1 |
| 5. Canavese     | 3    | 4 | 0 | 3 | 1 | 2  | 3  | -1 |

| Pavia 15 agosto 2010, ore 17:00 1ª giornata | Pavia                             | 0 – 0 referto | Canavese | Stadio Pietro Fortunati\| Arbitro: \| Denis Santonocito (Abbiategrasso) \| |
| Arbitro:                                    | Denis Santonocito (Abbiategrasso) |               |          |                                                                            |

| Arbitro: | Diego Bruno (Torino) |

|  |           |                               |
|  | Marcatori | 44’ (rig.) Bonomi 88’ Santoni |

| San Giusto Canavese 18 agosto 2010, ore 17:00 2ª giornata | Canavese            | 0 – 0 referto | Valenzana | Stadio Franco Cerutti\| Arbitro: \| Aureliano (Bologna) \| |
| Arbitro:                                                  | Aureliano (Bologna) |               |           |                                                            |

| Arbitro: | Claudio Lanza (Nichelino) |

|              |           |  |
| Labriola 12’ | Marcatori |  |

| Arbitro: | Francesco Taioli (Cesena) |

|                        |           |              |
| Lanteri 8’ Garrone 80’ | Marcatori | 31’ Cristini |

| Arbitro: | Francesco Borriello (Mantova) |

|                              |           |                |
| Giorgione 11’ Affatigato 77’ | Marcatori | 85’ A.D'Errico |

| Arbitro: | Losito (Pesaro) |

|             |           |               |
| Germano 39’ | Marcatori | 20’ Di Piazza |

| Pavia 1º settembre 2010, ore 17:00 4ª giornata | Pavia              | 0 – 0 referto | Casale | Stadio Pietro Fortunati\| Arbitro: \| Giorgetti (Cesena) \| |
| Arbitro:                                       | Giorgetti (Cesena) |               |        |                                                             |

| Casale Monferrato 8 settembre 2010 5ª giornata | Casale | 0 – 0 | Valenzana | Stadio Natale Palli |

| Vercelli 8 settembre 2010, ore 18:30 5ª giornata                                                    | Pro Vercelli | 2 – 3 referto                           | Pavia | Stadio Silvio Piola |
| \| \| \| \| \| Di Piazza 56’ Orlando 83’ \| Marcatori \| 30’ Tattini 41’ D'Errico 55’ Pellegrini \| |              |                                         |       |                     |
| |              |                                         |       |                     |
| Di Piazza 56’ Orlando 83’                                                                           | Marcatori    | 30’ Tattini 41’ D'Errico 55’ Pellegrini |       |                     |

### Girone B
| Squadra       | P.ti | G | V | N | P | GF | GS | DR |
| ------------- | ---- | - | - | - | - | -- | -- | -- |
| 1. Tritium    | 10   | 4 | 3 | 1 | 0 | 7  | 3  | +4 |
| 2. Pro Patria | 8    | 4 | 2 | 2 | 0 | 8  | 6  | +2 |
| 3. Lecco      | 6    | 4 | 2 | 0 | 2 | 7  | 5  | +2 |
| 4. Pergocrema | 3    | 4 | 1 | 0 | 3 | 5  | 8  | -3 |
| 5. Renate     | 1    | 4 | 0 | 1 | 3 | 4  | 9  | -5 |

| Arbitro: | Barbeno (Brescia) |

|                        |           |                                     |
| Jidayi 21’ Corrent 75’ | Marcatori | 30’ Pacilli 48’ Melara 68’ Bruccini |

| Arbitro: | Minelli (Varese) |

|  |           |                           |
|  | Marcatori | 26’ Vecchio 88’ Spampatti |

| Busto Arsizio 18 agosto 2010, ore 17:00 2ª giornata                                               | Pro Patria | 3 – 2                         | Pergocrema | Stadio Carlo Speroni |
| \| \| \| \| \| Bruccini 35’ Pacilli 50’ Ripa 95’ \| Marcatori \| 64’ Ghidotti 70’ (rig.) Rizza \| |            |                               |            |                      |
|                                                                                                   |            |                               |            |                      |
| Bruccini 35’ Pacilli 50’ Ripa 95’                                                                 | Marcatori  | 64’ Ghidotti 70’ (rig.) Rizza |            |                      |

| Arbitro: | Sguizzato (Verona) |

|  |           |                                |
|  | Marcatori | 43’, 79’ Veronese 61’ Anastasi |

| Arbitro: | Penno (Nichelino) |

|                                |           |                                  |
| Bergamelli 17’ Maccan 59’, 81’ | Marcatori | 38’ (rig.) Battaglino 40’ Gualdi |

| Busto Arsizio 22 agosto 2010, ore 17:00 3ª giornata    | Tritium   | 1 – 1    | Pro Patria | Stadio Carlo Speroni |
| \| \| \| \| \| Lenzoni 31’ \| Marcatori \| 45’ Ripa \| |           |          |            |                      |
|                                                        |           |          |            |                      |
| Lenzoni 31’                                            | Marcatori | 45’ Ripa |            |                      |

| Arbitro: | Benassi (Bologna) |

|          |           |  |
| Buda 66’ | Marcatori |  |

| Arbitro: | Manganiello (Pinerolo) |

|             |           |                        |
| Guidetti 8’ | Marcatori | 9’ Sinato 24’ Chimenti |

| Busto Arsizio 8 settembre 2010, ore 17:00 5ª giornata       | Pro Patria | 1 – 1       | Renate | Stadio Carlo Speroni |
| \| \| \| \| \| Marchetti 68’ \| Marcatori \| 62’ Mazzini \| |            |             |        |                      |
|                                                             |            |             |        |                      |
| Marchetti 68’                                               | Marcatori  | 62’ Mazzini |        |                      |

| Arbitro: | Lanza (Nichelino) |

|                         |           |                |
| Floriano 43’ Sinato 59’ | Marcatori | 67’ Carofiglio |

### Girone C
| Squadra            | P.ti | G | V | N | P | GF | GS | DR |
| ------------------ | ---- | - | - | - | - | -- | -- | -- |
| 1. Carpi           | 9    | 4 | 3 | 0 | 1 | 9  | 3  | +6 |
| 2. Montichiari     | 7    | 4 | 2 | 1 | 1 | 7  | 6  | +1 |
| 3. Rodengo Saiano  | 6    | 4 | 2 | 0 | 2 | 5  | 6  | -1 |
| 4. Mezzocorona     | 4    | 4 | 1 | 1 | 2 | 5  | 10 | -5 |
| 5. Crociati Noceto | 3    | 4 | 1 | 0 | 3 | 2  | 3  | -1 |

| Arbitro: | Bellotti (Verona) |

|  |           |              |
|  | Marcatori | 40’ Ferretti |

| Arbitro: | Caso (Verona) |

|             |           |                          |
| Araboni 77’ | Marcatori | 26’ Bertazzoli 62’ Dimas |

| Arbitro: | Manganiello (Pinerolo) |

|            |           |  |
| Giglio 44’ | Marcatori |  |

| Arbitro: | Barbiero (Vicenza) |

|                                  |           |                                    |
| Ferretti 10’ (rig.) Demasi 90+2’ | Marcatori | 19’ Bertazzoli 66’ Dimas Gonsalves |

| Arbitro: | Losito (Pesaro) |

|                        |           |                                    |
| Dimas 11’ Muchetti 87’ | Marcatori | 24’ Cioffi 38’ Pasciuti 63’ Giglio |

| Arbitro: | Aversano (Treviso) |

|                                  |           |                           |
| Belotti 7’ Araboni 52’ Piras 84’ | Marcatori | 33’ Cognigni 48’ Ferretti |

| Arbitro: | D'Angelo (Ascoli) |

|  |           |               |
|  | Marcatori | 41’ Altobelli |

| Arbitro: | Spinelli (Terni) |

|  |           |                |
|  | Marcatori | 44’ Bertazzoli |

| Arbitro: | Minelli (Varese) |

|  |           |                                                                |
|  | Marcatori | 6’ Poli 7’, 24’ Cicino 31’ Simoes De Souza 53’ (rig.) Nicolini |

| 8 settembre 2010 5ª giornata                                       | Rodengo Saiano | 0 – 2                            | Crociati Noceto |  |
| \| \| \| \| \| \| Marcatori \| 30’ Delporto 85’ (rig.) Ferrario \| |                |                                  |                 |  |
|                                                                    |                |                                  |                 |  |
|                                                                    | Marcatori      | 30’ Delporto 85’ (rig.) Ferrario |                 |  |

### Girone D
| Squadra           | P.ti | G | V | N | P | GF | GS | DR  |
| ----------------- | ---- | - | - | - | - | -- | -- | --- |
| 1. Sambonifacese  | 10   | 4 | 3 | 1 | 0 | 12 | 2  | +10 |
| 2. Bassano Virtus | 10   | 4 | 3 | 1 | 0 | 8  | 4  | +4  |
| 3. Sacilese       | 4    | 4 | 1 | 1 | 2 | 4  | 7  | -3  |
| 4. Giacomense     | 4    | 4 | 1 | 1 | 2 | 3  | 7  | -4  |
| 5. Bellaria       | 0    | 4 | 0 | 0 | 4 | 0  | 7  | -7  |

| Arbitro: | Borriello (Mantova) |

|                                        |           |  |
| Brighenti 5’ Pietribiasi 18’, 40’, 47’ | Marcatori |  |

| Arbitro: | Merlino (Udine) |

|            |           |                                    |
| Gardin 28’ | Marcatori | 19’ Beccia 64’ Crocetti 69’ Mateos |

| Bassano del Grappa 18 agosto 2010, ore 17:00 2ª giornata                                          | Bassano Virtus | 2 – 2 referto                    | Sambonifacese | Stadio Rino Mercante |
| \| \| \| \| \| Crocetti 12’ (rig.) Criaco 20’ \| Marcatori \| 25’ (aut.) Basso 86’ Pietribiasi \| |                |                                  |               |                      |
|                                                                                                   |                |                                  |               |                      |
| Crocetti 12’ (rig.) Criaco 20’                                                                    | Marcatori      | 25’ (aut.) Basso 86’ Pietribiasi |               |                      |

| 18 agosto 2010, ore 17:00 2ª giornata       | Giacomense | 1 – 0 | Bellaria |  |
| \| \| \| \| \| Bravo 87’ \| Marcatori \| \| |            |       |          |  |
|                                             |            |       |          |  |
| Bravo 87’                                   | Marcatori  |       |          |  |

| Arbitro: | Verdenelli (Foligno) |

|  |           |                     |
|  | Marcatori | 81’ (rig.) Iocolano |

| San Bonifacio 22 agosto 2010, ore 17:00 3ª giornata                              | Sambonifacese | 3 – 0 | Sacilese | Stadio Renzo Tizian |
| \| \| \| \| \| Rampinini 45’ Brighenti 61’ I.Rocchiccioli 83’ \| Marcatori \| \| |               |       |          |                     |
|                                                                                  |               |       |          |                     |
| Rampinini 45’ Brighenti 61’ I.Rocchiccioli 83’                                   | Marcatori     |       |          |                     |

| Arbitro: | Bellutti (Trento) |

|                           |           |           |
| Madiotto 20’ Iocolano 71’ | Marcatori | 51’ Russo |

| Arbitro: | Sguizzato (Verona) |

|                         |           |  |
| M.Conte 32’ A.Conte 37’ | Marcatori |  |

| Arbitro: | D'Angelo (Ascoli Piceno) |

|  |           |                                               |
|  | Marcatori | 4’ I.Rocchiccioli 20’ Rampinini 52’ Tartabini |

| Portomaggiore 8 settembre 2010 5ª giornata                      | Giacomense | 1 – 1            | Sacilese |  |
| \| \| \| \| \| Castaldo 36’ \| Marcatori \| 68’ (aut.) Sirri \| |            |                  |          |  |
|                                                                 |            |                  |          |  |
| Castaldo 36’                                                    | Marcatori  | 68’ (aut.) Sirri |          |  |

### Girone E
| Squadra           | P.ti | G | V | N | P | GF | GS | DR |
| ----------------- | ---- | - | - | - | - | -- | -- | -- |
| 1. Viareggio      | 10   | 4 | 3 | 1 | 0 | 7  | 2  | +5 |
| 2. Savona         | 8    | 4 | 2 | 2 | 0 | 5  | 2  | +3 |
| 3. Virtus Entella | 4    | 4 | 1 | 1 | 2 | 2  | 5  | -3 |
| 4. Carrarese      | 3    | 4 | 1 | 0 | 3 | 4  | 4  | +0 |
| 5. Sanremese      | 2    | 4 | 0 | 2 | 2 | 2  | 7  | -5 |

| Carrara 22 agosto 2010, ore 17:00 1ª giornata     | Carrarese | 0 – 1           | Savona | Stadio dei Pini "Torquato Bresciani" |
| \| \| \| \| \| \| Marcatori \| 10’ Bottiglieri \| |           |                 |        |                                      |
|                                                   |           |                 |        |                                      |
|                                                   | Marcatori | 10’ Bottiglieri |        |                                      |

| Arbitro: | Tidona (Torino) |

|  |           |                           |
|  | Marcatori | 35’ Marolda 65’ D'Onofrio |

| Vado Ligure 18 agosto 2010, ore 17:00 2ª giornata           | Savona    | 1 – 1        | Sanremese | Stadio Valerio Bacigalupo |
| \| \| \| \| \| Cattaneo 73’ \| Marcatori \| 61’ Gagliolo \| |           |              |           |                           |
|                                                             |           |              |           |                           |
| Cattaneo 73’                                                | Marcatori | 61’ Gagliolo |           |                           |

| Arbitro: | Fabbri (Ravenna) |

|              |           |  |
| Marrazzo 85’ | Marcatori |  |

| Sanremo 25 agosto 2010, ore 20:30 3ª giornata | Sanremese        | 0 – 0 | Entella | Stadio comunale di Sanremo\| Arbitro: \| Chiantini (Pisa) \| |
| Arbitro:                                      | Chiantini (Pisa) |       |         |                                                              |

| Arbitro: | Bergher (Rovigo) |

|             |           |             |
| Calamai 25’ | Marcatori | 55’ Tarallo |

| Arbitro: | Romano (Modena) |

|                                                         |           |              |
| Donati 25’ Giovinco 44’ Illiano 45’ (aut.) Del Nero 70’ | Marcatori | 17’ Scaburri |

| Arbitro: | Minelli (Varese) |

|                 |           |                                    |
| Marianeschi 53’ | Marcatori | 10’ Calamai 79’ Fiale 89’ Taormina |

| Arbitro: | Irrati (Pistoia) |

|                      |           |  |
| Facchinetti 77’, 87’ | Marcatori |  |

| Arbitro: | Castrignanò (Brindisi) |

|           |           |  |
| Luppi 10’ | Marcatori |  |

### Girone F
| Squadra          | P.ti | G | V | N | P | GF | GS | DR |
| ---------------- | ---- | - | - | - | - | -- | -- | -- |
| 1. Pisa          | 12   | 4 | 4 | 0 | 0 | 10 | 3  | +7 |
| 2. Gavorrano     | 6    | 4 | 2 | 0 | 2 | 6  | 6  | 0  |
| 3. Poggibonsi    | 4    | 4 | 1 | 1 | 2 | 3  | 3  | 0  |
| 4. Prato         | 4    | 4 | 1 | 1 | 2 | 3  | 7  | -4 |
| 5. Sangiovannese | 2    | 4 | 0 | 2 | 2 | 1  | 4  | -3 |

| Arbitro: | Benassi (Bologna) |

|                      |           |                 |
| Obodo 10’ Cerone 14’ | Marcatori | 4’ (rig.) Pippi |

| Arbitro: | Fogliano (Perugia) |

|  |           |                       |
|  | Marcatori | 45’ Aperuta 90’ Cenci |

| Poggibonsi 18 agosto 2010, ore 20:30 2ª giornata                       | Poggibonsi | 1 – 2                    | Gavorrano | Stadio Stefano Lotti |
| \| \| \| \| \| Aperuta 53’ \| Marcatori \| 41’ De Gori 78’ Fioretti \| |            |                          |           |                      |
|                                                                        |            |                          |           |                      |
| Aperuta 53’                                                            | Marcatori  | 41’ De Gori 78’ Fioretti |           |                      |

| San Giovanni Valdarno 18 agosto 2010, ore 20:30 2ª giornata | Sangiovannese | 0 – 0 | Prato | Stadio Virgilio Fedini |

| Venturina 22 agosto 2010, ore 17:00 3ª giornata   | Gavorrano | 2 – 0 | Sangiovannese | Stadio Carlo Zecchini |
| \| \| \| \| \| Peluso 31’, 54’ \| Marcatori \| \| |           |       |               |                       |
|                                                   |           |       |               |                       |
| Peluso 31’, 54’                                   | Marcatori |       |               |                       |

| Arbitro: | La Penna (Roma) |

|                 |           |                                          |
| De Agostini 11’ | Marcatori | 55’ Miani 60’, 67’ Carparelli 81’ Doveri |

| Arbitro: | Monaco (Tivoli) |

|                               |           |            |
| Perez 1’ Miani 26’ Saline 66’ | Marcatori | 55’ Loseto |

| San Giovanni Valdarno 1º settembre 2010, ore 20:30 4ª giornata | Sangiovannese       | 0 – 0 | Poggibonsi | Stadio Virgilio Fedini\| Arbitro: \| Citro (Battipaglia) \| |
| Arbitro:                                                       | Citro (Battipaglia) |       |            |                                                             |

| Arbitro: | Citro (Battipaglia) |

|                   |           |                       |
| Peluso 22’ (rig.) | Marcatori | 29’ Varutti 32’ Vangi |

| Arbitro: | Romani (Modena) |

|  |           |           |
|  | Marcatori | 73’ Miani |

### Girone G
| Squadra         | P.ti | G | V | N | P | GF | GS | DR |
| --------------- | ---- | - | - | - | - | -- | -- | -- |
| 1. Villacidrese | 4    | 2 | 1 | 1 | 0 | 2  | 1  | +1 |
| 2. Pomezia      | 3    | 2 | 1 | 0 | 1 | 2  | 2  | 0  |
| 3. Latina       | 1    | 2 | 0 | 1 | 1 | 2  | 3  | -1 |

| Arbitro: | Di Ciommo (Venosa) |

|           |           |                             |
| Polani 9’ | Marcatori | 42’ Cesari 70’ F.Costantini |

| Arbitro: | De Meo (Foggia) |

|  |           |                    |
|  | Marcatori | 16’ (rig.) Bombagi |

| Arbitro: | Brasi (Seregno) |

|          |           |             |
| Croce 3’ | Marcatori | 57’ Mancosu |

### Girone H
| Squadra       | P.ti | G | V | N | P | GF | GS | DR |
| ------------- | ---- | - | - | - | - | -- | -- | -- |
| 1. Foggia     | 12   | 4 | 4 | 0 | 0 | 8  | 3  | +5 |
| 2. Giulianova | 7    | 4 | 2 | 1 | 1 | 6  | 5  | +1 |
| 3. L'Aquila   | 6    | 4 | 2 | 0 | 2 | 5  | 5  | 0  |
| 4. Celano     | 4    | 4 | 1 | 1 | 2 | 7  | 7  | 0  |
| 5. Fano       | 0    | 4 | 0 | 0 | 4 | 4  | 10 | -6 |

| Arbitro: | Gavillucci (Latina) |

|           |           |                     |
| Galli 39’ | Marcatori | 21’ Insigne 62’ Sau |

| Arbitro: | Verdinelli (Foligno) |

|                                      |           |           |
| Bebeto 40’, 93’ Schneider 81’ (rig.) | Marcatori | 26’ Ionni |

| Arbitro: | Stefano Del Giovane (Albano Laziale) |

|             |           |                    |
| Bettini 72’ | Marcatori | 3’ Galli 73’ Bontà |

| Arbitro: | Vincenzo Ripa (Nocera Inferiore) |

|                    |           |  |
| Sau 5’ Insigne 45’ | Marcatori |  |

| Arbitro: | Andrea Coccia (S.Benedetto del Tronto) |

|                     |           |                         |
| Trimarco 46’ (rig.) | Marcatori | 85’, 90’ (rig.) Insigne |

| Arbitro: | Marini (Roma) |

|                          |           |                        |
| Torbidoni 42’ Bebeto 44’ | Marcatori | 18’ Federici 33’ Agate |

| Arbitro: | De Benedictis (Bari) |

|                                           |           |               |
| Bettini 5’ Bettini 85’ Scrosta 88’ (aut.) | Marcatori | 61’ Bartolini |

| Arbitro: | Guido Operato (Isernia) |

|  |           |           |
|  | Marcatori | 13’ Morga |

| Arbitro: | Silvia Tea Spinelli (Terni) |

|              |           |                                  |
| Urbinati 63’ | Marcatori | 85’ Falconieri 90+5’ Battistelli |

| Arbitro: | Operato (Isernia) |

|                            |           |           |
| Ciolli 64’ (aut.) Kone 66’ | Marcatori | 46’ Agate |

### Girone I
| Squadra       | P.ti | G | V | N | P | GF | GS | DR |
| ------------- | ---- | - | - | - | - | -- | -- | -- |
| 1. Fondi      | 10   | 4 | 3 | 1 | 0 | 8  | 3  | +5 |
| 2. Barletta   | 7    | 4 | 2 | 1 | 1 | 5  | 5  | 0  |
| 3. Campobasso | 6    | 4 | 1 | 3 | 0 | 3  | 2  | +1 |
| 4. Chieti     | 2    | 4 | 0 | 2 | 2 | 3  | 5  | -2 |
| 5. Isola Liri | 1    | 4 | 0 | 1 | 3 | 3  | 7  | -4 |

| Campobasso 22 agosto 2010, ore 17:00 1ª giornata          | Campobasso | 1 – 1       | Fondi | Stadio Nuovo Romagnoli |
| \| \| \| \| \| Sivilla 83’ \| Marcatori \| 40’ Improta \| |            |             |       |                        |
|                                                           |            |             |       |                        |
| Sivilla 83’                                               | Marcatori  | 40’ Improta |       |                        |

| Arbitro: | Albertini (Ascoli Piceno) |

|              |           |                           |
| D'Ancona 52’ | Marcatori | 21’ Infantino 47’ Lucioni |

| Arbitro: | D'Angelo (Ascoli Piceno) |

|               |           |  |
| Carbonaro 12’ | Marcatori |  |

| Gaeta 18 agosto 2010, ore 17:00 2ª giornata     | Fondi     | 1 – 0 | Chieti | Stadio Antonio Riciniello |
| \| \| \| \| \| Merlonghi 15’ \| Marcatori \| \| |           |       |        |                           |
|                                                 |           |       |        |                           |
| Merlonghi 15’                                   | Marcatori |       |        |                           |

| Chieti 25 agosto 2010, ore 17:00 3ª giornata | Chieti                          | 0 – 0 referto | Campobasso | Stadio Guido Angelini (300 spett.)\| Arbitro: \| Aurelio Cafari Panico (Cassino) \| |
| Arbitro:                                     | Aurelio Cafari Panico (Cassino) |               |            |                                                                                     |

| Arbitro: | Belardi (San Giovanni Valdarno) |

|               |           |                                         |
| Raffaello 50’ | Marcatori | 30’ (rig.), 46’ La Vecchia 56’ Gambuzza |

| Arbitro: | Aloisi (Avezzano) |

|             |           |  |
| Visconti 2’ | Marcatori |  |

| Arbitro: | Cangiano (Napoli) |

|                                          |           |                |
| Vaccaro 20’ Agostinelli 39’ Schiavon 67’ | Marcatori | 32’ Simoncelli |

| Arbitro: | Strocchia (Nola) |

|                  |           |          |
| Shiba 44’ (rig.) | Marcatori | 42’ Cruz |

| Isola del Liri 8 settembre 2010, ore 17:00 5ª giornata                                      | Isola Liri | 2 – 2                        | Chieti | Stadio Nazareth |
| \| \| \| \| \| Terrazzino 20’ Bianchini 85’ \| Marcatori \| 22’ Gialloreto 44’ Cardinale \| |            |                              |        |                 |
|                                                                                             |            |                              |        |                 |
| Terrazzino 20’ Bianchini 85’                                                                | Marcatori  | 22’ Gialloreto 44’ Cardinale |        |                 |

### Girone L
| Squadra           | P.ti | G | V | N | P | GF | GS | DR  |
| ----------------- | ---- | - | - | - | - | -- | -- | --- |
| 1. Nocerina       | 9    | 4 | 3 | 0 | 1 | 15 | 8  | +7  |
| 2. Matera         | 7    | 4 | 2 | 1 | 1 | 9  | 4  | +5  |
| 3. Melfi          | 7    | 4 | 2 | 1 | 1 | 9  | 6  | +3  |
| 4. Brindisi       | 3    | 4 | 1 | 0 | 3 | 3  | 7  | -4  |
| 5. Fidelis Andria | 3    | 4 | 1 | 0 | 3 | 1  | 12 | -11 |

| Arbitro: | Zivelli (Torre Annunziata) |

|  |           |                                               |
|  | Marcatori | 16’ Calà 33’ Del Sorbo 56’ Stella 84’ Formuso |

| Arbitro: | Abbattista (Molfetta) |

|                                                              |           |                            |
| Castaldo 21’ Cavallaro 22’ Galizia 31’ (rig.), 88’ Servi 66’ | Marcatori | 35’ Mangiacasale 47’ Mitra |

| Arbitro: | De Meo (Foggia) |

|                                                     |           |                  |
| Del Sorbo 6’, 60’ Alassani 27’ Perricone 58’ (aut.) | Marcatori | 23’, 55’ Catania |

| Melfi 18 agosto 2010 2ª giornata                                         | Melfi     | 3 – 0 | Brindisi | Stadio Arturo Valerio |
| \| \| \| \| \| Pellecchia 4’ Chiaria 37’ Scalzone 90’ \| Marcatori \| \| |           |       |          |                       |
|                                                                          |           |       |          |                       |
| Pellecchia 4’ Chiaria 37’ Scalzone 90’                                   | Marcatori |       |          |                       |

| Arbitro: | Strocchia (Nola) |

|           |           |  |
| Cejas 92’ | Marcatori |  |

| Arbitro: | Di Paolo (Avezzano) |

|                                                             |           |  |
| Castaldo 6’, 42’ (rig.) Pomante 31’ Catania 39’ Medugno 49’ | Marcatori |  |

| Arbitro: | Coccia (San Benedetto del Tronto) |

|              |           |  |
| Berretti 42’ | Marcatori |  |

| Arbitro: | Zappatore (Taranto) |

|             |           |               |
| Formuso 87’ | Marcatori | 83’ Scarsella |

| Arbitro: | Di Ciommo (Venosa) |

|                             |           |                                    |
| Vicentini 31’ Di Matteo 75’ | Marcatori | 16’ Negro 29’ Lettieri 89’ Marsili |

| Arbitro: | Cifelli (Campobasso) |

|                                        |           |  |
| Scalzone 41’ Spagna 58’ Pellecchia 79’ | Marcatori |  |

### Girone M
| Squadra            | P.ti | G | V | N | P | GF | GS | DR  |
| ------------------ | ---- | - | - | - | - | -- | -- | --- |
| 1. Aversa Normanna | 8    | 4 | 2 | 2 | 0 | 4  | 2  | +2  |
| 2. Neapolis        | 7    | 4 | 2 | 1 | 1 | 9  | 1  | +8  |
| 3. Avellino        | 6    | 4 | 1 | 3 | 0 | 4  | 2  | +2  |
| 4. Vigor Lamezia   | 4    | 4 | 1 | 1 | 2 | 3  | 5  | -2  |
| 5. Paganese        | 1    | 4 | 0 | 1 | 3 | 1  | 11 | -10 |

| Torre del Greco 15 agosto 2010, ore 17:00 1ª giornata | Neapolis            | 0 – 0 | Avellino | Stadio Amerigo Liguori\| Arbitro: \| Soricano (Barletta) \| |
| Arbitro:                                              | Soricano (Barletta) |       |          |                                                             |

| Arbitro: | Valente (Roma) |

|                   |           |                    |
| Grieco 77’ (rig.) | Marcatori | 32’ (rig.) Tedesco |

| Arbitro: | Marianini (Aprilia) |

|                        |           |  |
| Scandurra 61’ Rega 84’ | Marcatori |  |

| Arbitro: | Fiore (Barletta) |

|             |           |  |
| Palumbo 26’ | Marcatori |  |

| Arbitro: | Adduci (Paola) |

|  |           |                                                                    |
|  | Marcatori | 25’ Marinucci Palermo 29’, 51’ Moxedano 48’, 72’ Bonanno 77’ Arena |

| Arbitro: | Intagliata (Siracusa) |

|               |           |              |
| Lattanzio 89’ | Marcatori | 86’ Esposito |

| Arbitro: | Dei Giudici (Latina) |

|          |           |            |
| Rega 81’ | Marcatori | 4’ Sciarra |

| Arbitro: | Verdenelli (Foligno) |

|                                                     |           |  |
| Monticelli 20’ Marinucci Palermo 36’ Longobardi 40’ | Marcatori |  |

| Arbitro: | Ripa (Nocera Inferiore) |

|                 |           |  |
| Di Girolamo 42’ | Marcatori |  |

| Lamezia 8 settembre 2010 5ª giornata                          | Vigor Lamezia | 2 – 0 | Paganese | Stadio Guido D'Ippolito |
| \| \| \| \| \| Costantino 22’ Petrucci 46’ \| Marcatori \| \| |               |       |          |                         |
|                                                               |               |       |          |                         |
| Costantino 22’ Petrucci 46’                                   | Marcatori     |       |          |                         |

### Girone N
| Squadra     | P.ti | G | V | N | P | GF | GS | DR |
| ----------- | ---- | - | - | - | - | -- | -- | -- |
| 1. Siracusa | 10   | 4 | 3 | 1 | 0 | 4  | 1  | +3 |
| 2. Trapani  | 7    | 4 | 2 | 1 | 1 | 3  | 4  | -1 |
| 3. Gela     | 4    | 4 | 1 | 1 | 2 | 6  | 5  | +1 |
| 4. Milazzo  | 4    | 4 | 1 | 1 | 2 | 7  | 7  | 0  |
| 5. Vibonese | 3    | 4 | 1 | 0 | 3 | 3  | 6  | -3 |

| Arbitro: | Michele Gallo (Barcellona Pozzo di Gotto) |

|           |           |  |
| Arigò 77’ | Marcatori |  |

| Arbitro: | Saia (Palermo) |

|                         |           |                     |
| Perrone 49’ Barraco 67’ | Marcatori | 75’ (rig.) Iannelli |

| Gela 18 agosto 2010 2ª giornata               | Gela      | 0 – 1       | Siracusa | Stadio Vincenzo Presti |
| \| \| \| \| \| \| Marcatori \| 73’ Rosella \| |           |             |          |                        |
|                                               |           |             |          |                        |
|                                               | Marcatori | 73’ Rosella |          |                        |

| Vibo Valentia 18 agosto 2010 2ª giornata             | Vibonese  | 0 – 1              | Trapani | Stadio Luigi Razza |
| \| \| \| \| \| \| Marcatori \| 45’ (rig.) Filippi \| |           |                    |         |                    |
|                                                      |           |                    |         |                    |
|                                                      | Marcatori | 45’ (rig.) Filippi |         |                    |

| Arbitro: | Oliveri (Palermo) |

|                                      |           |                   |
| Quintoni 4’ Proietti 29’ Orioles 75’ | Marcatori | 51’ (rig.) Grillo |

| Arbitro: | Gallo (Barcellona Pozzo di Gotto) |

|  |           |                            |
|  | Marcatori | 13’, 29’ Rabbeni 58’ Opoku |

| Arbitro: | Terzo (Palermo) |

|                             |           |                           |
| Aliperta 34’ Cruciani 90+2’ | Marcatori | 45’ D'Amico 90+1’ Orioles |

| Siracusa 1º settembre 2010, ore 17:00 4ª giornata | Siracusa       | 0 – 0 | Trapani | Stadio Nicola De Simone\| Arbitro: \| Adduci (Paola) \| |
| Arbitro:                                          | Adduci (Paola) |       |         |                                                         |

| Arbitro: | Todaro (Palermo) |

|              |           |                           |
| Proietti 59’ | Marcatori | 2’ De Angelis 89’ Mancosu |

| Vibo Valentia 8 settembre 2010 5ª giornata                                 | Vibonese  | 2 – 1      | Gela | Stadio Luigi Razza |
| \| \| \| \| \| Beccaria 14’ (rig.) Gatto 27’ \| Marcatori \| 2’ Rabbeni \| |           |            |      |                    |
|                                                                            |           |            |      |                    |
| Beccaria 14’ (rig.) Gatto 27’                                              | Marcatori | 2’ Rabbeni |      |                    |

## Fase 1 ad eliminazione diretta

### Primo Turno
| Squadra 1        | Risultato       | Squadra 2       |
| ---------------- | --------------- | --------------- |
| 13/14/20.10.2010 |                 |                 |
| Pro Vercelli     | 2 - 1           | Alessandria     |
| Pro Patria       | 3 - 2           | Como            |
| Monza            | 2 - 1           | Tritium         |
| Cremonese        | 2 - 1 (dts)     | Montichiari     |
| Lumezzane        | 1 - 2           | Südtirol        |
| Feralpisalò      | 0 - 1           | Bassano         |
| Verona           | 2 - 5           | Sambonifacese   |
| SPAL             | 1 - 1 (0-3 dtr) | Carpi           |
| Reggiana         | 1 - 3           | Viareggio       |
| Ravenna          | 2 - 3 (dts)     | Pisa            |
| Spezia           | 0 - 1 (dts)     | Savona          |
| Lucchese         | 2 - 0           | Gubbio          |
| Foligno          | 0 - 2           | San Marino      |
| Virtus Lanciano  | 4 - 1           | Giulianova      |
| Ternana          | 3 - 0           | Fondi           |
| Villacidrese     | 1 - 2           | Atletico Roma   |
| Foggia           | 5 - 0           | Sorrento        |
| Barletta         | 2 - 1 (dts)     | Salernitana     |
| Benevento        | 0 - 3           | Nocerina        |
| Cavese           | 4 - 0           | Neapolis        |
| Matera           | 0 - 1           | Taranto         |
| Juve Stabia      | 1 - 0           | Aversa Normanna |
| Catanzaro        | 1 - 0           | Siracusa        |
| Cosenza          | 2 - 1           | Trapani         |

| Arbitro: | Guido Operato (Isernia) |

|                              |           |               |
| Infantino 94’ Menicozzo 102’ | Marcatori | 120+4’ Ragusa |

| Arbitro: | Marini (Roma) |

|  |           |                                |
|  | Marcatori | 14’ Pepe 27’ Negro 28’ Galizia |

| Arbitro: | Marco Citro (Battipaglia) |

|            |           |  |
| Corapi 18’ | Marcatori |  |

| Arbitro: | Giuseppe Monaco (Tivoli) |

|                                                   |           |  |
| Bernardo 49’, 82’ Daleno 70’ (aut.) Sifonetti 77’ | Marcatori |  |

| Arbitro: | Alfredo Zivelli (Torre Annunziata) |

|                         |           |                |
| Daud 58’ Biancolino 80’ | Marcatori | 30’ Ficarrotta |

| Arbitro: | Aversano Simone (Treviso) |

|                                  |           |              |
| Bi Zamble 85’ Marini 102’ (aut.) | Marcatori | 53’ Negrello |

| Arbitro: | Benassi Gian Luca (Bologna) |

|  |           |                 |
|  | Marcatori | 56’ Guariniello |

| Arbitro: | Michele Di Ciommo (Venosa) |

|                                         |           |  |
| Insigne 20’, 34’, 57’ Agodirin 63’, 85’ | Marcatori |  |

| Arbitro: | Johannes Donati (Ravenna) |

|  |           |                |
|  | Marcatori | 37’, 91’ Cesca |

| Arbitro: | Massimiliano De Benedictis (Bari) |

|               |           |  |
| Mezavilla 89’ | Marcatori |  |

| Arbitro: | Luca Romani (Modena) |

|  |           |                              |
|  | Marcatori | 10’ (rig.) Galli 84’ Bertoli |

| Arbitro: | Marco Bellotti (Verona) |

|             |           |                            |
| Inglese 10’ | Marcatori | 42’ Fischnaller 80’ Virdis |

| Arbitro: | Andrea Adduci (Paola) |

|  |           |               |
|  | Marcatori | 90’ Colombini |

| Arbitro: | Cristian Brasi (Seregno) |

|                         |           |               |
| Seedorf 55’ Seedorf 73’ | Marcatori | 77’ Spampatti |

| Arbitro: | Peretti (Verona) |

|                                      |           |                         |
| Nocciola 11’ Nossa 84’ Pacilli 90+4’ | Marcatori | 63’ Scardina 80’ Villar |

| Arbitro: | Riccardo Colasanti (Siena) |

|                           |           |              |
| Corradi 18’ Di Sabato 21’ | Marcatori | 16’ Scappini |

| Arbitro: | Massimo Vallesi (Ascoli Piceno) |

|                         |           |                            |
| Pompei 47’ Caturano 66’ | Marcatori | 18’ Saline 89’, 116’ Miani |

| Arbitro: | Francesco Strocchia (Nola) |

|          |           |                                   |
| Bovi 13’ | Marcatori | 4’ Calamai 22’ D'Antoni 55’ Luppi |

| Arbitro: | Michael Fabbri (Ravenna) |

|                         |                      |                         |
| Marongiu Meloni Zamuner | Tiri di rigore 0 – 3 | Sogus Guilouzi Pasciuti |

| Arbitro: | Paolo Lo Castro (Catania) |

|  |           |                |
|  | Marcatori | 95’ De Angelis |

| Arbitro: | Amerigo Aloisi (Avezzano) |

|                                     |           |  |
| Alessandro 13’ Nolè 66’, 83’ (rig.) | Marcatori |  |

| Arbitro: | Daniele Bindoni (Venezia) |

|                         |           |                                                       |
| Ferrari 35’, 77’ (rig.) | Marcatori | 18’, 42’ Brighenti 27’ Tartabini 84’ Staiti 93’ Orfei |

| Arbitro: | Francesco Castrignanò (Brindisi) |

|             |           |                            |
| Bombagi 86’ | Marcatori | 12’ Chiappara 42’ Lapadula |

| Arbitro: | Eugenio Abbattista (Molfetta) |

|             |           |                                               |
| Pucello 37’ | Marcatori | 33’, 39’ Colussi 54’ Volpe 76’ (rig.) Improta |

### Secondo Turno
| Squadra 1                | Risultato       | Squadra 2       |
| ------------------------ | --------------- | --------------- |
| 27.10./03.11./10.11.2010 |                 |                 |
| Pro Patria               | 1 - 2           | Pro Vercelli    |
| Cremonese                | 2 - 3           | Monza           |
| Bassano                  | 4 - 1           | Südtirol        |
| Carpi                    | 1 - 0           | Sambonifacese   |
| Viareggio                | 0 - 1           | Pisa            |
| Savona                   | 0 - 1           | Lucchese        |
| San Marino               | 1 - 0           | Virtus Lanciano |
| Ternana                  | 2 - 6 (dts)     | Atletico Roma   |
| Foggia                   | 2 - 1           | Barletta        |
| Nocerina                 | 2 - 1           | Cavese          |
| Juve Stabia              | 2 - 2 (4-2 dtr) | Taranto         |
| Cosenza                  | 1 - 1 (4-3 dtr) | Catanzaro       |

| Arbitro: | Luca Barbeno (Brescia) |

|                                                    |           |            |
| Munarini 7’ Baido 31’ Nazari 64’ (aut.) Criaco 66’ | Marcatori | 68’ Virdis |

| Arbitro: | Luca Albertini (Ascoli Piceno) |

|            |           |  |
| Cicino 55’ | Marcatori |  |

| Arbitro: | Michele Affinito (Frattamaggiore) |

|                |                      |                |
| Biancolino 71’ | Marcatori            | 59’ Puntoriere |
|                | Tiri di rigore 4 – 3 |                |

| Arbitro: | Davide Penno (Nichelino) |

|                             |           |                            |
| Ricci 29’, 66’ Oualembo 69’ | Marcatori | 11’ Colacone 86’ Bi Zamble |

| Arbitro: | Simone Di Francesco (Teramo) |

|                      |           |           |
| Agodirin 72’ Sau 84’ | Marcatori | 75’ Shiba |

| Arbitro: | Fabrizio Pasqua (Tivoli) |

|                                 |                      |                          |
| Tarantino 36’ Scognamiglio 112’ | Marcatori            | 67’ Russo 109’ Antonazzo |
|                                 | Tiri di rigore 4 – 2 |                          |

| Arbitro: | Andrea Adducci (Paola) |

|                     |           |                 |
| Pepe 9’ Galizia 17’ | Marcatori | 34’ Santaniello |

| Arbitro: | Matteo Bergher (Rovigo) |

|               |           |                           |
| Pacilli 90+1’ | Marcatori | 15’ Corradi 54’ Di Piazza |

| Serravalle 3 novembre 2010, ore 14:30 Secondo turno | San Marino | 1 – 0 | Virtus Lanciano | Stadio Olimpico |
| \| \| \| \| \| Cesca 90’ \| Marcatori \| \|         |            |       |                 |                 |
|                                                     |            |       |                 |                 |
| Cesca 90’                                           | Marcatori  |       |                 |                 |

| Arbitro: | Stefano Bellutti (Trento) |

|  |           |                  |
|  | Marcatori | 11’ (aut.) Romeo |

| Arbitro: | Filippo Giorgetti (Cesena) |

|                                    |           |                                                                   |
| Concas 45’ Tozzi Borsoi 88’ (rig.) | Marcatori | 42’ Mazzarani 49’, 106’ Doumbia 97’, 113’ Chiaretti 101’ Pelagias |

| Arbitro: | Daniele Bindoni (Venezia) |

|  |           |           |
|  | Marcatori | 20’ Perez |

### Terzo Turno
Modalità di svolgimento

Le 12 società ammesse formeranno 4 gironi da tre squadre ciascuno, con tre giornate di calendario con gare di sola andata.
Pertanto ogni squadra effettuerà una gara interna ed una gara esterna.

Il relativo calendario verrà stabilito con le modalità di seguito riportate:
- 1ª giornata Novembre 2010
  - la squadra che riposerà nella prima giornata verrà determinata per sorteggio;
  - per sorteggio verrà determinata anche la squadra che disputerà la prima gara in trasferta;
- 2ª giornata Novembre 2010
  - nella seconda giornata riposerà la squadra che avrà vinto la prima gara o, in caso di pareggio, quella che avrà disputato la prima gara in trasferta;
- 3ª giornata Dicembre 2010
  - la terza giornata verrà disputata tra le due squadre che non si sono incontrate in precedenza.

Determinazione delle società ammesse alle semifinali

Le società classificate al primo posto di ogni girone sono ammesse alle Semifinali.

Per designare le vincenti di ogni girone di qualificazione, in caso di parità di punteggio fra due o più squadre, si terrà conto, nell'ordine:
- della differenza reti nelle gare di girone
- del maggior numero di reti segnate nelle gare di girone
- del maggior numero di reti segnate nella gara esterna di girone
- del sorteggio

#### Girone A
| Squadra         | P.ti | G | V | N | P | GF | GS | DR |
| --------------- | ---- | - | - | - | - | -- | -- | -- |
| 1. Pisa         | 4    | 2 | 1 | 1 | 0 | 3  | 2  | +1 |
| 2. Pro Vercelli | 4    | 2 | 1 | 1 | 0 | 2  | 1  | +1 |
| 3. Monza        | 0    | 2 | 0 | 0 | 2 | 1  | 3  | -2 |

| Arbitro: | Marco Bellotti (Verona) |

|              |           |           |
| Di Sabato 6’ | Marcatori | 19’ Perez |

| Arbitro: | Andrea De Faveri (San Donà di Piave) |

|  |           |                      |
|  | Marcatori | 80’ (rig.) Di Piazza |

| Arbitro: | Aurelio Cafari Panico (Cassino) |

|                    |           |           |
| Obodo 5’ Perez 40’ | Marcatori | 61’ Russo |

#### Girone B
| Squadra           | P.ti | G | V | N | P | GF | GS | DR |
| ----------------- | ---- | - | - | - | - | -- | -- | -- |
| 1. Carpi          | 4    | 2 | 1 | 1 | 0 | 4  | 3  | +1 |
| 2. Lucchese       | 3    | 2 | 1 | 0 | 1 | 3  | 3  | 0  |
| 3. Bassano Virtus | 1    | 2 | 0 | 1 | 1 | 3  | 4  | -1 |

| Arbitro: | Vincenzo Soricaro (Barletta) |

|                         |           |               |
| Nicolini 74’ Cicino 81’ | Marcatori | 19’ Schenetti |

| Arbitro: | Raffaele Losito (Pesaro) |

|                 |           |              |
| Grassi 10’, 53’ | Marcatori | 34’ Madiotto |

| Arbitro: | Andrea Merlino (Udine) |

|                       |           |                                    |
| Crocetti 23’ Vigo 26’ | Marcatori | 38’ (rig.) Di Gaudio 90’ Paganelli |

#### Girone C
| Squadra          | P.ti | G | V | N | P | GF | GS | DR |
| ---------------- | ---- | - | - | - | - | -- | -- | -- |
| 1. Nocerina      | 6    | 2 | 2 | 0 | 0 | 5  | 3  | +2 |
| 2. San Marino    | 3    | 2 | 1 | 0 | 1 | 3  | 3  | 0  |
| 3. Atletico Roma | 0    | 2 | 0 | 0 | 2 | 3  | 5  | -2 |

| Arbitro: | Benassi (Bologna) |

|           |           |                                  |
| Cesca 84’ | Marcatori | 12’ (rig.) Cavallaro 40’ Galizia |

| Arbitro: | Carbone (Napoli) |

|                        |           |                             |
| Chiaretti 90+4’ (rig.) | Marcatori | 34’ Vitaioli 37’ Del Grande |

| Arbitro: | De Benedictis (Bari) |

|                                       |           |                             |
| Castaldo 9’ Marsili 60’ Cavallaro 84’ | Marcatori | 35’ Miglietta 46’ Chiaretti |

#### Girone D
| Squadra        | P.ti | G | V | N | P | GF | GS | DR |
| -------------- | ---- | - | - | - | - | -- | -- | -- |
| 1. Juve Stabia | 4    | 2 | 1 | 1 | 0 | 5  | 3  | +2 |
| 2. Cosenza     | 3    | 2 | 1 | 0 | 1 | 4  | 4  | 0  |
| 3. Foggia      | 1    | 2 | 0 | 1 | 1 | 1  | 3  | -2 |

| Arbitro: | Marcello Terzo (Palermo) |

|                               |           |  |
| Roselli 38’ Mazzeo 48’ (rig.) | Marcatori |  |

| Arbitro: | Giuseppe Monaco (Tivoli) |

|             |           |               |
| Cortese 54’ | Marcatori | 11’ Valtulina |

| Arbitro: | Diego Roca (Foggia) |

|                                                          |           |                |
| Tarantino 35’ (rig.), 46’ (rig.) Marano 74’ Raimondi 78’ | Marcatori | 6’, 47’ Essabr |

## Fase ad eliminazione diretta

### Tabellone
|  | Semifinali  | Semifinali  | Semifinali | Semifinali | Semifinali |  |  | Finale      | Finale      | Finale | Finale | Finale |  |
|  |             |             |            |            |            |  |  |             |             |        |        |        |  |
|  | Carpi (gfc) | Carpi (gfc) | 0          | 2          | 2          |  |  |             |             |        |        |        |  |
|  | Nocerina    | Nocerina    | 1          | 1          | 2          |  |  | Carpi       | Carpi       | 1      | 0      | 1      |  |
|  | Juve Stabia | Juve Stabia | 2          | 1          | 3          |  |  | Juve Stabia | Juve Stabia | 3      | 1      | 4      |  |
|  | Pisa        | Pisa        | 0          | 1          | 1          |  |  |             |             |        |        |        |  |

### Semifinali
| Squadra 1   | Totale | Squadra 2 | Andata | Ritorno |
| ----------- | ------ | --------- | ------ | ------- |
| Carpi       | 2 - 2  | Nocerina  | 0 - 1  | 2 - 1   |
| Juve Stabia | 3 - 1  | Pisa      | 2 - 0  | 1 - 1   |

#### Andata
| Arbitro: | Bietolini (Firenze) |

|  |           |             |
|  | Marcatori | 18’ Galizia |

| Arbitro: | Saia (Palermo) |

|                         |           |  |
| Maury 16’ Tarantino 21’ | Marcatori |  |

#### Ritorno
| Arbitro: | Fabrizio Pasqua (Tivoli) |

|                      |           |                      |
| Cavallaro 82’ (rig.) | Marcatori | 54’ Cesca 68’ Cioffi |

| Arbitro: | De Faveri (San Donà di Piave) |

|           |           |            |
| Obodo 27’ | Marcatori | 49’ Corona |

### Finali
| Squadra 1 | Totale | Squadra 2   | Andata | Ritorno |
| --------- | ------ | ----------- | ------ | ------- |
| Carpi     | 1 - 4  | Juve Stabia | 1 - 3  | 0 - 1   |

#### Andata
| Arbitro: | Marco Di Bello (Brindisi) |

|            |           |                            |
| Bigoni 27’ | Marcatori | 6’, 70’ Mbakogu 25’ Corona |

#### Ritorno
| Arbitro: | Irrati (Pistoia) |

|               |           |  |
| Mezavilla 12’ | Marcatori |  |